# Simulium carolinae
Simulium carolinae es una especie de insecto del género Simulium, familia Simuliidae, orden Diptera.
Fue descrita científicamente por Leon, 1945.